# Station Wrocław Sołtysowice
Station Wrocław Sołtysowice is een spoorwegstation in de Poolse plaats Wrocław.